# Anoba suffusa
Anoba suffusa är en fjärilsart som beskrevs av George Francis Hampson 1924. Anoba suffusa ingår i släktet Anoba och familjen nattflyn. Inga underarter finns listade i Catalogue of Life.